# アフリカの女王
『アフリカの女王』（アフリカのじょおう、The African Queen）は、1951年のアメリカ・イギリス合作の映画である。
『ホーンブロワー』で有名な小説家セシル・スコット・フォレスターの同名小説を、ジョン・ヒューストンが映画化した。
ハンフリー・ボガートは、この作品で念願のアカデミー主演男優賞を受賞した。

## ストーリー
1914年。イギリス人のオールドミスであるローズ・セイヤー（ヘプバーン）は宣教師の兄サミュエルとともに、ドイツ領東アフリカの奥地で布教活動をしていた。ある日、二人はおんぼろ小型貨物蒸気船「アフリカの女王号」で郵便を届けに来た粗野な無頼漢チャーリー（ボガート）から、第一次世界大戦が勃発したことを伝えられる。チャーリーが去った直後にドイツ軍が現れ、村は焼き討ちにあい、現地民たちは拉致される。サミュエルはドイツ軍を止めようとするが殴られ、壊滅した村の惨状を見てショックのあまり精神に異常をきたし、死んでしまう。
翌日、ひとり残されたローズは村に戻ってきたチャーリーに助けられ、アフリカの女王号に乗り込む。しばらく船上でのらくら籠城しようかと考えていたチャーリーに対し、ローズはたまたま積んであった酸素ボンベと爆発性ゼラチンで手製の魚雷を作って、はるか川下の湖で地域を支配するドイツ帝国海軍の砲艦ルイーゼ王妃（Königin Luise）号を撃沈することを提案する。道程にはドイツ軍の砦や航行不能の激流に大瀑布もあり、チャーリーは反対したが、頑固なローズを前に渋々承諾させられる。
船はさっそくの激流に遭う。チャーリーはこれでローズが怖気付いて諦めてくれると思ったが、彼女は初めての川下りにむしろ興奮し、ルイーゼ王妃号への攻撃を諦めようとしなかったため、チャーリーは彼女の無鉄砲さに呆れ、呑んだくれて一通り暴言を吐いてフテ寝する。怒ったローズは仕返しに積んでいた酒を全て川に捨ててしまう。観念したチャーリーは彼女に謝り、約束通り川下りを再開する。
アフリカの女王号はドイツ軍の砦に差し掛かり、気付いた軍は攻撃を始める。銃撃の雨あられの中、被弾したエンジンをチャーリーが必死で直し、また太陽の逆光でドイツ軍は正確な射撃が出来ず、船は辛くも砦の流域をくぐり抜けた。窮地を脱した二人は喜びのあまり躍り上がってキスまでかわしてしまい、ついには結ばれる。
ワニ、蚊の大群、一難去ってまた一難、船は間もなく大瀑布に。過酷な難所を切り抜けたものの、衝撃でスクリューと軸が破損してしまう。二人は知恵を出し合い、岸で火を起こして軸の曲がりを直し、スクリューをなんとか溶接修理して出発するが、今度は途中で浅瀬に迷い込んでしまい、航行不能に陥ってしまう。チャーリーは大嫌いなヒルに吸われながらも水に入って船を引っ張り、ローズも続く。しかし船は沼の奥地へと絡め取られ、とうとう動けなくなってしまった。チャーリーは倒れて熱を出し、二人は脱出を諦め、死を覚悟する。ところが夜に降り始めた大雨によって浅瀬に水が流れ込み、船は押し流され無事に本流に戻る。実は湖はすでに目の前だったのだ。
標的のルイーゼ王妃号が現れ、二人は魚雷の準備を整える。木片と釘と銃弾で信管をこしらえ、出来上がった魚雷は船首に穴を開けてくくりつけた。チャーリーはローズの身を案じて自分一人で攻撃に行こうとするが、離れ離れになるのを嫌がるローズと口論になり、二人で立ち向かうことにする。
嵐の夜、巡回から戻って来たルイーゼ王妃号に向けて、アフリカの女王号は誇り高き英国旗を掲げて突撃を敢行する。しかし嵐で水面が荒れて船は転覆し、作戦は失敗。ローズは流されて行方不明、チャーリーはルイーゼ王妃号に捕まり、スパイ容疑により艦上で死刑を宣告される。そこに捕まったローズが連行されてくる。彼女はチャーリーの死刑判決を知って開き直り、二人でルイーゼ王妃号を攻撃するつもりだったことを暴露し、共に処刑されることを選択する。
二人は甲板で絞首刑のロープにかけられるが、チャーリーは艦長に最後の願いとして「ローズと結婚させて欲しい」と頼み込む。艦長は頼みを聞き入れ、二人の結婚式を執り行い、そのまま処刑執行を命じた。その瞬間、ルイーゼ王妃号は転覆していたアフリカの女王号に衝突し、手製の魚雷は見事爆発して軍艦は大破撃沈する。湖に投げ出された二人は大成功を喜び、岸に向かって大声で歌を歌いながら泳ぎ去るのだった。

## キャスト

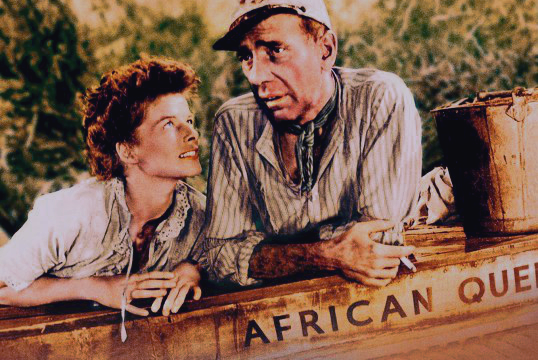
キャサリン・ヘプバーン（左）とハンフリー・ボガート（宣材写真）

| 役名                                 | 俳優                   | 日本語吹替                           | 日本語吹替                           | 日本語吹替                           | 日本語吹替 | 日本語吹替 |
| 役名                                 | 俳優                   | NHK版                                | 東京12ch版                           | フジテレビ版                         | LD版       | テレビ版   |
| ------------------------------------ | ---------------------- | ------------------------------------ | ------------------------------------ | ------------------------------------ | ---------- | ---------- |
| チャールズ・オルナット（チャーリー） | ハンフリー・ボガート   | 西村晃                               | 大木民夫                             | 久米明                               | 久米明     | 久米明     |
| ローズ・セイヤー                     | キャサリン・ヘプバーン | 山岡久乃                             | 山岡久乃                             | 寺島信子                             | 鳳八千代   | 此島愛子   |
| サミュエル・セイヤー                 | ロバート・モーレイ     | 若宮忠三郎                           |                                      | 川久保潔                             | 穂積隆信   | 滝口順平   |
| 艦長                                 | ピーター・ブル         | 笠間雪雄                             |                                      | 今西正男                             | 飯塚昭三   |            |
| 第一士官                             | セオドア・ビケル       |                                      |                                      | 島田彰                               | 緑川稔     |            |
| 第二士官                             | ウォルター・ゴテル     |                                      |                                      | 加藤修                               | 金尾哲夫   |            |
| ショーナの砦上官                     | ピーター・スワンビック |                                      |                                      |                                      | 緑川稔     |            |
| ショーナの砦ドイツ兵                 | リチャード・マーナー   |                                      |                                      |                                      | 田中幸四郎 |            |
| 下士官                               | ジェラルド・オン       |                                      |                                      |                                      | 及川智靖   |            |
| 日本語版スタッフ                     |                        |                                      |                                      |                                      |            |            |
| 演出                                 |                        |                                      |                                      | 中野寛次                             |            |            |
| 翻訳                                 |                        |                                      |                                      | 飯嶋永昭                             | 飯嶋永昭   |            |
| 効果                                 |                        |                                      |                                      |                                      |            |            |
| 調整                                 |                        |                                      |                                      |                                      |            |            |
| 制作                                 |                        |                                      |                                      | 東北新社                             | 東北新社   |            |
| 解説                                 |                        |                                      |                                      | 高島忠夫                             |            |            |
| 初回放送                             |                        | 1966年2月20日 『劇映画』 15:00-17:00 | 1967年8月10日 『サントリー名画劇場』 | 1972年9月29日 『ゴールデン洋画劇場』 |            |            |

## 主な受賞歴

### アカデミー賞
受賞
アカデミー主演男優賞：ハンフリー・ボガート
ノミネート
アカデミー監督賞：ジョン・ヒューストン
アカデミー主演女優賞：キャサリン・ヘプバーン
アカデミー脚本賞：ジェームズ・エイジー、ジョン・ヒューストン

### 英国アカデミー賞
ノミネート
総合作品賞
最優秀外国男優賞：ハンフリー・ボガート
最優秀外国女優賞：キャサリン・ヘプバーン

## エピソード
リアリズムを追求するべく、アフリカで本格的なロケを敢行したこの映画の撮影は困難を極めた。天候不順でセットが流され、体調悪化や病気で倒れる出演者やスタッフが続出したため、撮影は長引いた。しかし、監督のヒューストンは撮影を軽視してハンティングに入り浸るなど消極的な態度を見せた。キャサリン・ヘプバーンはこの時の監督の態度を快く思わず、後年『アフリカの女王とわたし』という本を出版して彼を批判した。また、ロケに同行した脚本家のピーター・ヴィアテルも、この時の体験を元に小説『ホワイトハンター ブラックハート』を書いている。これはクリント・イーストウッドの監督で映画化され、ヴィアテル本人も脚本に参加している。ヒューストンがモデルの映画監督ジョン・ウィルソンはイーストウッド自身が演じた。

## パブリックドメイン
本作は作品中（オープニングタイトル、エンドロール、等）に著作権表記が無かったため公開当時の米国の法律（方式主義）により権利放棄とみなされ、米国に於いてはパブリックドメインとなった（このため、コモンズに高解像度のスクリーンショット、ウィキクオートに台詞の抜粋が収録されている）。また、日本においては著作権の保護期間が終了したと考えられることから現在、複数の会社から激安DVDが発売中。